# Krążowniki lekkie typu Tenryū
Krążowniki typu Tenryū (jap. 天龍型軽巡洋艦 Tenryū-gata kei-jun’yōkan) – seria dwóch japońskich krążowników lekkich okresu międzywojennego i II wojny światowej, składająca się z dwóch okrętów: „Tenryū” i „Tatsuta”. Stanowiły typ małych szybkich krążowników, przeznaczonych do pełnienia funkcji przewodników flotylli niszczycieli.
Były pierwszymi nowoczesnymi japońskimi lekkimi krążownikami; projektowane jeszcze podczas I wojny światowej, weszły do służby w 1919 roku. Oba brały aktywny udział w wojnie japońsko-chińskiej, a następnie w działaniach II wojny światowej na Pacyfiku, podczas której zostały zatopione. Określane były na etapie projektu jako krążowniki 3500-tonowe; ich wyporność standardowa wynosiła 3230 długich ton, a pełna 4621 ton. Uzbrojenie główne składało się z czterech dział kalibru 140 mm i sześciu wyrzutni torpedowych. Napęd stanowiły turbiny parowe, umożliwiające osiąganie prędkości projektowej 33 węzły.

## Historia powstania
Okręty typu Tenryū zostały zaprojektowane jako małe i szybkie krążowniki dla pełnienia funkcji liderów – przewodników flotylli niszczycieli, służących jako ich okręty flagowe oraz do wsparcia ogniowego. Japonia zaadaptowała krążowniki do roli liderów niszczycieli w nowej organizacji floty od 10 lipca 1914 roku, lecz używane w tym celu początkowo starsze okręty były zbyt powolne, zwłaszcza dla potrzeb nowo wprowadzanych podczas wojny szybszych niszczycieli. Plany nowych okrętów, określonych jako „krążowniki 3500-tonowe”, opracowała w 1915 roku Sekcja Budowy Okrętów Departamentu Technicznego Marynarki. Ich koncepcja była częściowo inspirowana brytyjskimi małymi krążownikami lekkimi typów Arethusa i C (Caroline) – japońska marynarka i przemysł okrętowy były jeszcze w tym czasie blisko związane z brytyjskimi na skutek sojuszu między oboma krajami i Japończycy mogli korzystać z brytyjskich doświadczeń. Japońskie okręty były jednak znacznie szybsze, dzięki oszczędnościom na masie spowodowanym użyciem wysokowytrzymałej stali oraz zastosowaniu mocniejszej siłowni i smukłego kadłuba, badanego na modelach w ośrodku badawczym w Tsukuji w Tokio. W stosunku do wczesnych brytyjskich krążowników miały mniej liczną, lecz za to jednolitą artylerię, przy silniejszym uzbrojeniu torpedowym, oraz rozwijały prędkość wyższą o 4–5 węzłów. Ich proporcje kadłuba, architektura nadbudówek i rozmieszczenie wyrzutni torpedowych w osi pokładu miały cechy powiększonych niszczycieli.
Dwa krążowniki, prowizorycznie określone jako „małe krążowniki” (shō-gata jun’yōkan) nr 1 i 2, zostały zamówione w ramach Nowego Programu Budowy Floty na 1916 rok, uchwalonego podczas 37. sesji parlamentu i ogłoszonego 24 lutego tego roku. Już 13 maja 1916 roku nadano im nazwy, odpowiednio: „Tenryū” (rzeka w prefekturze Nagano, pol. „Niebiański Smok”) i „Tatsuta” (rzeka w prefekturze Nara, pol. „Smocze Pole”), zgodnie z ustalonymi w 1913 roku zasadami nazewnictwa krążowników lekkich od rzek. Stępki pod ich budowę położono w państwowych stoczniach marynarki w Yokosuka i Sasebo dopiero w maju i lipcu 1917 roku, kadłuby wodowano po niecałym roku budowy wiosną 1918 roku.  Klasyfikowane były w Japonii oficjalnie jako krążowniki II klasy (nitō jun’yōkan; o wyporności poniżej 7000 t), nieformalnie także jako krążowniki lekkie (kei-jun’yōkan). Koszt budowy wynosił po ok. 4 550 000 jenów (ok. 2 275 000 dolarów USA).
| Nazwa          | położenie stępki, stocznia | wodowanie     | wejście do służby | los                       |
| Tenryū (天龍)  | 17 maja 1917, Yokosuka     | 11 marca 1918 | 20 listopada 1919 | zatopiony 18 grudnia 1942 |
| Tatsuta (龍田) | 24 lipca 1917, Sasebo      | 29 maja 1918  | 31 marca 1919     | zatopiony 13 marca 1944   |

## Ocena projektu

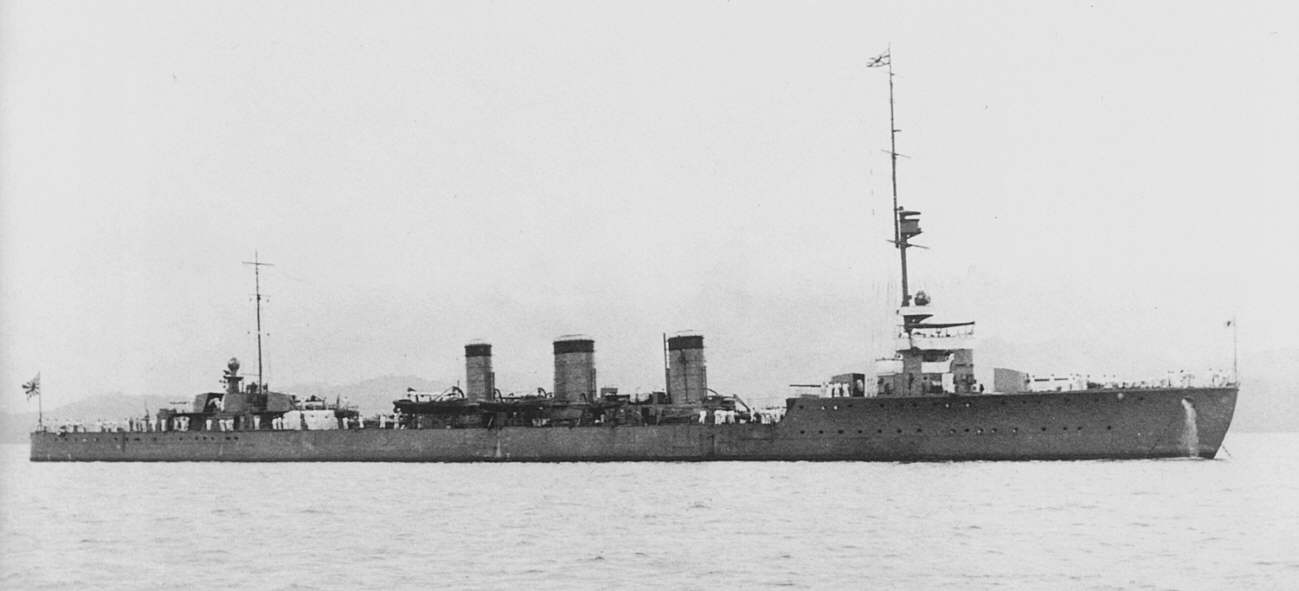
„Tatsuta” w 1919 r.

Tenryū przedstawiał sobą typ małego lekkiego krążownika, mający niewiele odpowiedników we flotach świata po I wojnie światowej, stanowiący klasę pośrednią między lekkim krążownikiem a wielkim niszczycielem (według zbliżonej koncepcji zbudowano w Japonii później jeszcze krążownik „Yūbari”). W konsekwencji, były one słabsze pod względem uzbrojenia od wszystkich innych lekkich krążowników. Mimo że kaliber artylerii głównej 140 mm był typowy dla japońskich krążowników lekkich tego okresu, pozostałe państwa uzbrajały już swoje jednostki po wojnie w cięższe działa kalibrów 150–155 mm. Przyczyną zastosowania kalibru 140 mm było łatwiejsze ładowanie lżejszych pocisków – 38 kg wobec 45,4 kg, co odpowiadało warunkom fizycznym japońskich marynarzy i pozwalało zwiększyć szybkostrzelność. Miały one ponadto mniejszą liczbę dział, z tego przy ostrych kątach kursowych mogła strzelać jedynie część dział, a prosto w kierunku dziobu i rufy tylko po jednym.
Krążowniki typu Tenryū były pierwszymi nowoczesnymi japońskimi lekkimi krążownikami, z opancerzeniem burtowym. W programie rozbudowy floty 8-4 przyjętym w lipcu 1917 roku przewidziano zbudować dalsze sześć okrętów zmodyfikowanego typu 3500-tonowego, lecz z uwagi na ich ograniczone możliwości bojowe i niewystarczającą już prędkość w porównaniu z nowymi niszczycielami i projektowanymi amerykańskimi krążownikami, zdecydowano następnie zbudować zamiast tego serię krążowników lekkich średniej wielkości (5500-tonowych, typu Kuma), opierając ich konstrukcję na bazie powiększonego typu Tenryū.

## Opis

### Opis ogólny i kadłub

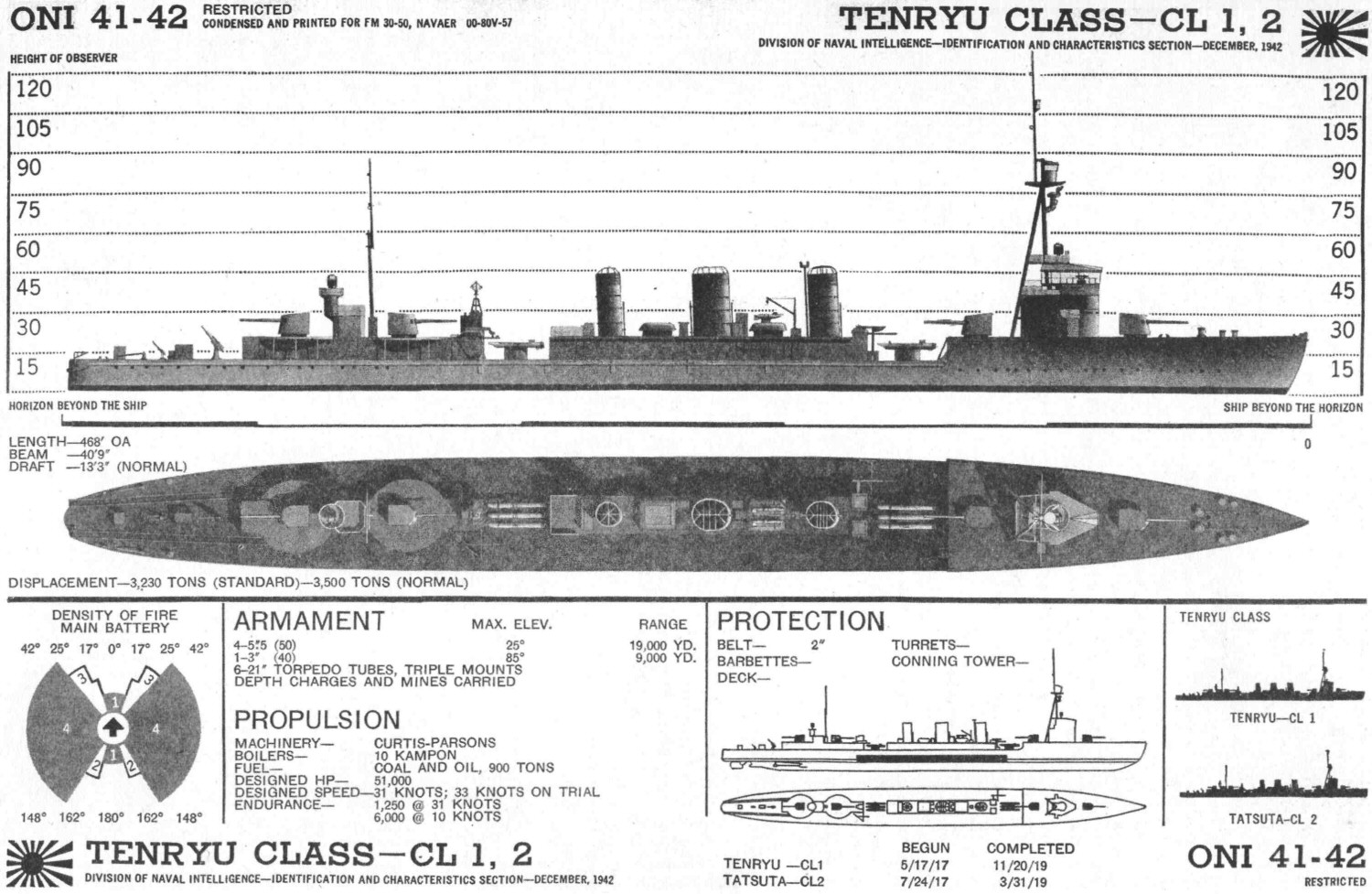
Sylwetka krążowników typu Tenryū z materiałów wywiadu amerykańskiego - na prawym dolnym szkicu zaznaczone na czarno opancerzenie (pas pancerny w rzeczywistości dochodził do pokładu górnego). Po lewej stronie na dole schemat przedstawiający kąt ostrzału dział.

Kadłub okrętów typu Tenryū przypominał powiększone niszczyciele, o dużym stosunku długości do szerokości (11,28:1). Okręty miały długość całkowitą 142,65 m, a na linii wodnej 139,27 m. Szerokość maksymalna wynosiła 12,34 m. Zanurzenie przy wyporności projektowej wynosiło 3,96 m, natomiast przy wyporności pełnej wzrastało do 4,91 m. Wyporność normalna (projektowa) wynosiła 3495 ts (długich ton), a standardowa: 3230 ts. Zgodnie natomiast z używanym następnie w Japonii systemem metrycznym, według pomiarów „Tatsuta” z 1919 roku, wyporność w stanie lekkim wynosiła 3056,6 t, normalna: 3605 t, wyporność „2/3 próbna”: 4168,5 t i wyporność pełna: 4621 t. W 1934 roku wyporność pełna dla „Tenryū” wynosiła 4752 t.
Sylwetka okrętów była bardzo podobna do projektowanych równolegle niszczycieli typu Tanikaze (F-30). Kadłub miał podniesiony pokład dziobowy na nieco ponad 1/4 długości (39 m). Dziobnica miała charakterystyczny dla okrętów japońskich tego okresu zaokrąglony kształt, zwłaszcza pod wodą (zapoczątkowany przez niszczyciele typu Isokaze, projektu F-24). Kształt dziobnicy pod linią wodną miał w założeniu powodować brak zaczepiania kadłubem liny japońskich podwójnych min Nr 1, stawianych na kursie okrętów przeciwnika (opisanych dalej). Na pokładzie dziobowym było umieszczone działo nr 1, dalej krótka wieżowa trzykondygnacyjna nadbudówka z masztem, a za nią, na końcu pokładu dziobowego, działo nr 2, zwrócone w pozycji spoczynkowej do tyłu. Początkowo maszt był palowy, następnie zamieniony na bardziej stabilny trójnożny. Z przodu na maszcie znajdowała się platforma reflektora, a na jego szczycie stanowisko kierowania ogniem z dalocelownikiem. Za uskokiem kadłuba na pokładzie górnym znajdował się, w osi symetrii kadłuba, potrójny aparat torpedowy, w swojego rodzaju „studni”, a za nim na śródokręciu rozciągała się wąska pokładówka (podzielona na dwie), stanowiąca podstawę dla trzech stosunkowo niskich lekko pochylonych kominów o różnej średnicy i szachtów wentylacyjnych. Za nadbudówką znajdował się na pokładzie drugi aparat torpedowy, a dalej pokładówka rufowa, na której umieszczone były w osi symetrii kadłuba działa nr 3 i 4, przedzielone małą nadbudówką z platformą reflektora. Wszystkie działa artylerii głównej umieszczone były na jednym poziomie. Umieszczenie aparatów torpedowych w osi symetrii okrętu, typowe dla niszczycieli, było rzadkością na krążownikach, możliwą do zastosowania z powodu małej szerokości kadłuba. Na pokładzie rufowym umieszczone było początkowo działo przeciwlotnicze 76,2 mm. Okręty przenosiły na śródokręciu, po bokach kominów 6 łodzi różnej wielkości (dwie 6-metrowe, dwa kutry 9-metrowe i dwie łodzie motorowe 9-metrowe).
W celu uzyskania mniejszej masy kadłuba przy wystarczającej wytrzymałości, zastosowano w konstrukcji kadłuba takie środki, jak użycie stali o podwyższonej wytrzymałości HT (high tensile) i wzdłużny układ wiązań, zwiększający wytrzymałość (zapoczątkowany w japońskich konstrukcjach przez niszczyciele typu Isokaze). Konstrukcja kadłuba miała pięć wzdłużników po obu stronach stępki. Poszycie kadłuba poza pasem pancernym było wykonane z blach grubości od 19 mm do 25 mm. Okręty miały podwójne dno. Przy normalnym zanurzeniu, wolna burta wynosiła do 6,7 m na dziobie i 3,5 m na śródokręciu i rufie. Masa kadłuba, nie licząc pancerza (176,4 t), wynosiła 1516,5 t.
Załoga w czasie pokoju wynosiła 337 osób, w tym 33 oficerów i była rozmieszczona w tradycyjny sposób, z kajutami oficerów na rufie i pomieszczeniami marynarzy na dziobie.

### Uzbrojenie

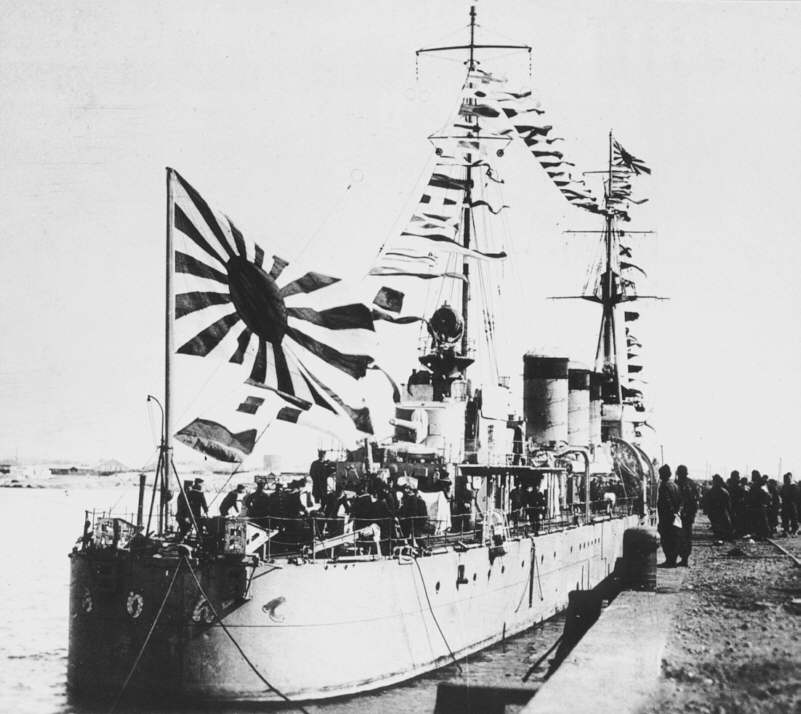
„Tenryū” od rufy w 1934 r. Widoczne działo nr 4, działo przeciwlotnicze i złożone końcówki torów minowych.

Uzbrojenie główne stanowiły cztery działa kalibru 140 mm (nominalnie 14 cm) Typ 3, o długości lufy 50 kalibrów (L/50), umieszczone na pokładzie na pojedynczych podstawach osłoniętych maskami. Kąt podniesienia dział w krążownikach tego typu wynosił od -7° do +20°, co pozwalało na osiągnięcie donośności maksymalnej 15 800 m. Szybkostrzelność wynosiła do 6-10 strz./min, masa pocisku – 38 kg. Masa stanowiska wynosiła 21 ton, mechanizmy były napędzane ręcznie. Wszystkie działa artylerii głównej umieszczone były w osi podłużnej okrętu, na jednym poziomie; tylko po jednym dziale mogło strzelać na wprost do przodu i do tyłu, a salwę burtową stanowiły wszystkie cztery działa. Łączna masa artylerii (łącznie z przeciwlotniczą) według projektu wynosiła 130 ton.
Uzbrojenie przeciwlotnicze początkowo stanowiło tylko jedno działo kalibru 76,2 mm (8 cm) Typ 3 na pokładzie rufowym. Długość lufy wynosiła 40 kalibrów, kąt podniesienia od -5° do +75°, maksymalna donośność 10 800 m i skuteczny pułap 5300 m. Masa pocisku wynosiła 5,99 kg, a szybkostrzelność do 13 strz./min. Uzbrojenie to uzupełniały dwa karabiny maszynowe kalibru 6,5 mm Typ 3 na podstawach przeciwlotniczych, umieszczone na burtach pomiędzy drugim i trzecim kominem. Okręty też miały dwa działka salutacyjne kalibru 47 mm (nominalnie 5 cm) Yamauchi obok mostka.
Ponieważ jednym z zadań liderów flotylli miało być prowadzenie ataków torpedowych, okręty otrzymały dość silne uzbrojenie torpedowe, z sześcioma wyrzutniami torped kalibru 533 mm. Były one zgrupowane w dwóch potrójnych aparatach Typ 6 (zastosowanych po raz pierwszy w marynarce japońskiej), umieszczonych w osi wzdłużnej pokładu. Wyrzutnie były obracane elektrycznie (obrót o 360° w 37,5 s) lub ręcznie (50 s). Okręty zabierały sześć torped Typ 6 w wyrzutniach, bez torped zapasowych. Torpedy, przyjęte na uzbrojenie w 1917 roku, przenosiły 203 kg materiału wybuchowego (szimozy) i miały zasięg 15,5 km przy prędkości 26 węzłów, 10 km przy 32 węzłach i 7 km przy 37 węzłach. W latach 1926–1929 wyrzutnie zostały na obu okrętach podniesione o ok. 0,5 m, dla zmniejszenia ich zabryzgiwania wodą. 
Krążowniki mogły ponadto przenosić 48 min na dwóch torach minowych na pokładzie rufowym. Używane w Japonii na krążownikach od 1921 roku miny Nr 1 B miały nietypową konstrukcję i były przeznaczone do stawiania na kursie nieprzyjacielskich okrętów. Miały masę 192 kg, w tym 102 kg materiału wybuchowego, i były pływające – podczepione na linach pod pływakami. Dwie takie miny były połączone 100-metrową liną, którą powinien zaczepić statek, przyciągając miny do kadłuba i powodując wybuch. 
Przyrządy kierowania ogniem obejmowały dalocelownik z przelicznikiem artyleryjskim Typ 13 w stanowisku kierowania ogniem na maszcie dziobowym i dwa przenośne dalmierze o bazie 2,5 m (początkowo jeden na odkrytym mostku i drugi przed rufowym działem nr 3). Do walki nocnej okręty miały dwa reflektory średnicy 90 cm typu SU (Sperry), o zasięgu skutecznym strumienia światła 3,5–4 km.
Komory amunicyjne znajdowały się na dziobie i rufie pod pokładem magazynowym (nr 3 od góry). Prowadziły z nich dwie windy transportujące pociski artylerii głównej i ładunki miotające w workach na poziom pokładu górnego (poniżej umiejscowienia dział), skąd przenoszone były ręcznie.

### Opancerzenie
Opancerzenie kadłuba okrętów typu Tenryū było stosunkowo słabe, mające w założeniu chronić przed pociskami kalibru 102 mm ówczesnych amerykańskich niszczycieli. Burtowy pas pancerny o łącznej wysokości 4,267 m chronił jedynie kotłownie i maszynownie na śródokręciu i składał się z dwóch pasów: górnego o grubości 51 mm i długości 58,5 m (41% długości kadłuba), dochodzącego do pokładu, oraz krótszego dolnego o grubości 63,5 mm i długości 56,4 m. Zbudowany był z dwóch warstw stali konstrukcyjnej o podwyższonej wytrzymałości HT (high tensile) – wyższy pas 25,4 mm + 25,4 mm, a niższy pas 25,4 mm + 38,1 mm. Dolna, grubsza część pasa miała wysokość 2,82 m i sięgała na 76 cm poniżej linii wodnej. 
Górny pokład był opancerzony płytami grubości 22 mm, jedynie przy burtach grubość wzrastała do 25,4 mm (na szerokość 1,28 m od każdej z burt). Ponadto, opancerzone płytami 51 mm było cylindryczne stanowisko dowodzenia w nadbudówce dziobowej. Szyby wind amunicyjnych i piony komunikacyjne były chronione tylko cienką warstwą stali HT. Ogółem opancerzenie kadłuba miało masę jedynie 176 ton (4,2% wyporności normalnej). Według części źródeł, pancerz grubości 16–20 mm miały także maski dział.

### Napęd

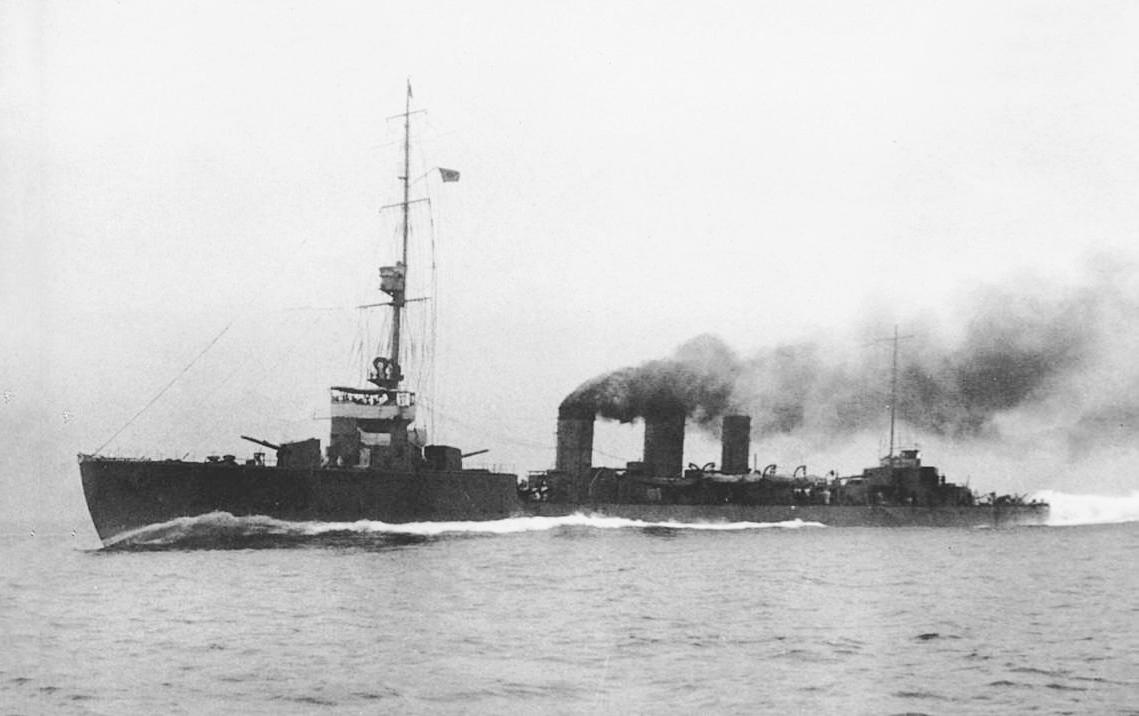
„Tatsuta” w marszu z dużą prędkością, 1919 r.

Dla uzyskiwania dużej prędkości zastosowano siłownię wywodzącą się z nowych typów japońskich niszczycieli (Tanikaze), lecz powiększoną o połowę (trzy zespoły turbin parowych o mocy po 17 000 KM zamiast dwóch; łącznie 51 000 KM). Doprowadziło to do uzyskania rzadziej spotykanego, typowego dla niemieckich konstrukcji układu trzyśrubowego. Okręty miały siłownię w układzie liniowym: trzy przedziały kotłowni (na długości 32,6 m), a za nimi dwa przedziały maszynowni (na długości 23,2 m), oddzielone grodziami wodoszczelnymi. Okręty miały 10 wodnorurkowych kotłów parowych Kanpon Ro Gō o ciśnieniu 18,3 at. Pierwsza kotłownia mieściła dwa małe kotły, druga dwa małe i dwa duże, a trzecia cztery duże. Początkowo dwa kotły w pierwszej kotłowni miały opalanie mieszane, paliwem płynnym (mazutem) lub węglem, w celu zmniejszenia zależności od importu ropy, a pozostałe kotły były opalane tylko paliwem płynnym. Przedni komin odprowadzał spaliny z czterech małych kotłów z kotłowni nr 1 i 2, środkowy (najszerszy) – z czterech sąsiednich dużych kotłów z kotłowni 2 i 3, a rufowy (najwęższy) – z dwóch dużych kotłów rufowych w kotłowni nr 3. W pierwszej maszynowni były dwa zespoły turbin napędzające zewnętrzne wały, a w drugiej jeden zespół, napędzający centralny wał. Zespoły turbin składały się z turbin wysokiego i niskiego ciśnienia, napędzających wał przez przekładnię redukcyjną. Miały też stopień krążowniczy dla prędkości ekonomicznej i stopień biegu wstecznego. Same turbiny były budowane w Japonii na podstawie planów brytyjskich, typu Brown-Curiss. Maksymalna moc siłowni wyniosła na próbach 59 844 KM – „Tenryū”, 58 690 KM – „Tatsuta”. Trzy śruby miały średnicę 3048 mm. Ster był pojedynczy, zrównoważony (powierzchnia 11,2 m²). Siłownia pozwalała na rozwinięcie prędkości projektowej 33 w (maksymalnie na próbach „Tenryū” rozwinął 34,2 węzła). Zapas paliwa wynosił pierwotnie 920 ton mazutu i 150 ton węgla. Energię elektryczną o napięciu 110 V zapewniały dwa generatory w maszynowniach (o mocy 66 kW i 44 kW). 

### Modernizacje

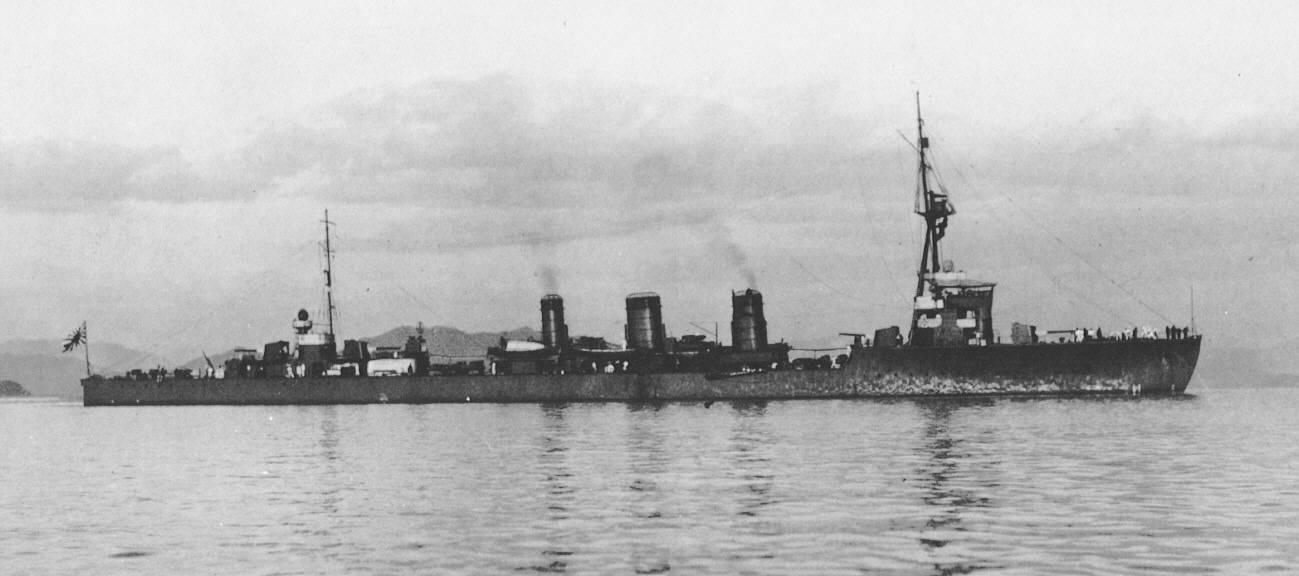
„Tenryū” w 1930 r., z masztem trójnożnym

W latach 1922 („Tenryū”) i 1923 roku („Tatsuta”) na okrętach zainstalowano radionamiernik, w kabinie ustawionej przed działem nr 3, z anteną na jej dachu. W latach 1926–1928 podniesiono o 50 cm wyrzutnie torpedowe, w celu polepszenia warunków obsługi. W 1930 („Tenryū”) i 1933 roku („Tatsuta”) zmodyfikowano nadbudówki dziobowe, zastępując brezentowe boki pomostu nawigacyjnego stalowymi z oknami i zastępując maszt palowy bardziej stabilnym trójnożnym. Przed skierowaniem okrętów na wody chińskie w listopadzie 1936 roku, mostki okrętów osłonięto blachami ze stali Dücol, dla ochrony przeciwodłamkowej. W 1940 roku platforma reflektora na maszcie dziobowym została wydłużona i utworzono na niej z przodu dodatkowe stanowisko obserwacyjne.
W lipcu 1937 roku zamontowano dwa przeciwlotnicze wkm kalibru 13,2 mm na platformach po bokach pierwszego komina. Na przełomie 1940 i 1941 roku w miejsce wkm-ów ustawiono na nich cztery działka przeciwlotnicze kalibru 25 mm Typ 96 w dwóch podwójnych stanowiskach i zdemontowano działo przeciwlotnicze kalibru 76,2 mm. Kotły o opalaniu mieszanym przystosowano do opalania tylko ropą, a mostek otrzymał stały dach stalowy.
Podczas wojny nastąpiło dalsze zwiększenie ilości działek kalibru 25 mm. Pod koniec lutego 1942 roku na obu okrętach zamontowano dwa podwójne stanowiska, zwiększając liczbę działek do 8. We wrześniu 1943 roku na „Tatsuta” zamontowano piąte takie stanowisko, doprowadzając liczbę działek do 10; być może okręt też otrzymał radar Nr 21 lub Nr 22. Według niektórych źródeł, okręty te otrzymały w późniejszym okresie także miotacze i zrzutnie bomb głębinowych (np. „Tatsuta” we wrześniu 1943 roku).
W latach 1935–1936 rozpatrywano projekt przebudowy okrętów na krążowniki przeciwlotnicze, uzbrojone w 8 dział uniwersalnych kalibru 127 mm w czterech podwójnych stanowiskach na miejscu dotychczasowych dział kalibru 140 mm, 12 działek plot. kalibru 25 mm w potrójnych stanowiskach po bokach kominów i 2 miotacze oraz 4 zrzutnie bomb głębinowych z 36 bombami. Według tego planu, kominy okrętów miały być połączone w jeden o szerokiej podstawie. Planowano ująć przebudowę w planie finansowym na 1937 rok (Trzecim Programie Uzupełnienia floty), lecz odstąpiono od tego z powodu przeciążenia stoczni japońskich innymi zadaniami. Później w latach 1938–1939 ponownie rozważano taką modernizację z użyciem nowych długolufowych armat kalibru 76,2 mm (8 cm) Typ 98 L/60, lecz również odstąpiono od tego, na korzyść budowy nowych niszczycieli przeciwlotniczych typu Akizuki.

## Służba

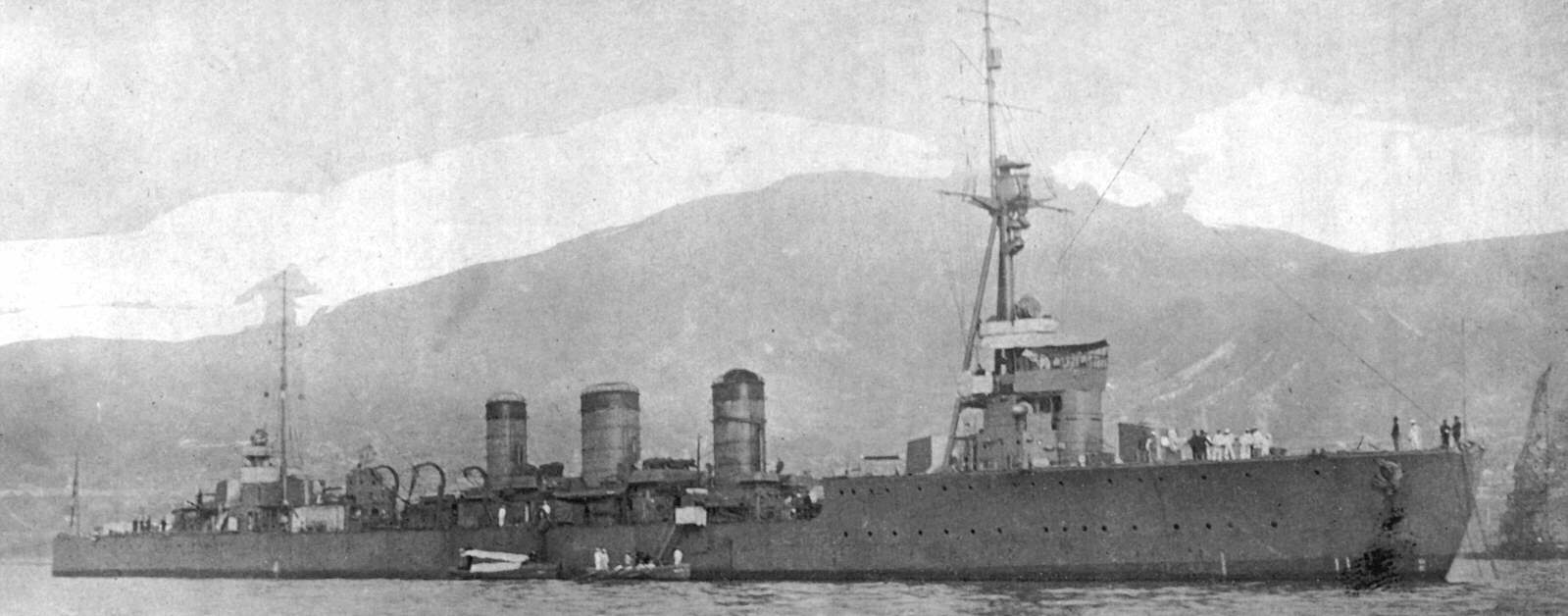
„Tenryū” w 1936 r.

W okresie międzywojennym oba krążowniki służyły początkowo w charakterze liderów flotylli niszczycieli (suirai-sentai, ang. DesRon), na przemian pozostając okresami w rezerwie. 19 marca 1924 roku „Tatsuta” zatopił w kolizji podczas ćwiczeń okręt podwodny Nr 43 typu Kaichū 3. Krążowniki patrolowały też na wodach Chin.
Od 1936 roku „Tenryū” i „Tatsuta” zostały wycofane z funkcji przewodzenia flotyllom niszczycieli i dalej na ogół służyły razem, wchodząc w skład eskadr krążowników (sentai). W latach 1937–1938, po agresji Japonii na Chiny, wspierały działania wojsk lądowych w rejonie Szanghaju i uczestniczyły w blokadzie morskiej wybrzeża. W listopadzie 1940 roku, w ramach przygotowań do wojny, utworzyły 18. Eskadrę Krążowników (sentai) 4. Floty. W lipcu – wrześniu 1941 roku przebazowano je do bazy Truk na Karolinach, a tuż przed wybuchem wojny na Pacyfiku 5 grudnia przepłynęły do atolu Kwajalein.
Po przystąpieniu Japonii do II wojny światowej, „Tenryū” i „Tatsuta” wzięły udział w nieudanej pierwszej operacji opanowania Wake 11 grudnia 1941 roku, po czym w zdobyciu tej wyspy 23 grudnia. Uczestniczyły następnie na początku 1942 roku w zajęciu miejscowości i portów Kavieng na Nowej Irlandii, Surumi (Gasmata) na  Nowej Brytanii. Brały udział następnie w zajęciu Lae i Salamaua na Nowej Gwinei, wysp Bougainville, Shortland (Wyspy Salomona) i Manus (Wyspy Admiralicji) w marcu – kwietniu 1942 roku. 14 lipca 1942 roku zostały przydzielone do nowo sformowanej 8. Floty z bazą w Rabaulu.
Po desancie wojsk amerykańskich na Guadalcanalu, „Tenryū” brał udział w zwycięskiej dla Japończyków bitwie koło wyspy Savo z 8 na 9 sierpnia 1942 roku. Na przełomie sierpnia i września oba krążowniki osłaniały wysadzanie wojsk w Rabi koło Gili Gili toczących bitwę w Zatoce Milne’a na Nowej Gwinei, po czym uczestniczyły w ewakuacji stamtąd pozostałych żołnierzy, przy czym „Tatsuta” ostrzeliwał przystań w Gili Gili 6 września. Oba krążowniki uczestniczyły następnie w rejsach z zaopatrzeniem dla oddziałów walczących na Guadalcanalu.
18 grudnia 1942 roku „Tenryū”, osłaniając lądowanie wojsk pod Madangiem na północy Nowej Gwinei, został storpedowany i zatopiony przez amerykański okręt podwodny USS „Albacore”.
Od kwietnia 1943 roku „Tatsuta” bazował w Japonii jako okręt flagowy szkolnej 11. Eskadry Niszczycieli. 13 marca 1944 roku, eskortując konwój z Japonii, niedaleko od jej brzegów, został zatopiony przez okręt podwodny USS „Sand Lance”.